# Somon Makhmadbekov
Pour les articles homonymes, voir Nagase.
Somon Makhmadbekov, né le 24 mars 1999 à Irkoutsk, est un judoka tadjik médaillé de bronze aux jeux olympiques d'été 2024,,.

## Carrière
Somon débute les compétitions internationales en 2017 en participant à la Coupe d'Europe junior à Saint-Pétersbourg en Russie, terminant cinquième. La même année, il participe à la coupe d'Afrique junior de judo à Tunis en Tunisie et y remporte la médaille d'or.
En 2019 lors du Grand chelem d'Osaka au Japon, il remporte la médaille de bronze et sort cinquième aux Championn ats du monde de Tokyo toujours au Japon.
Son année 2022 est marquée par ses médailles de bronze en épreuves individuelle et collective lors des Championnats d'Asie de judo sénior.
Au cours de l'année 2023, il remporte la médaille d'or dans trois compétitions que sont le Grand chelem d'Astana tenu au Kazakhstan, le Grand chelem de Qazaqstan Barysy et le Grand prix de Douchanbé en moins de 81 kg,.
En 2024, il s'en sort avec trois médailles de bronze dont la première aux championnats d'Asie de judo en épreuve individuelle, la seconde aux championnats du monde de judo à Abou Dabi aux Émirats arabes unis et la troisième aux Jeux olympiques d'été de 2024 à Paris,.

## Palmarès

### Compétitions internationales
| Année | Compétition           | Lieu        | Résultat | Catégorie      |
| ----- | --------------------- | ----------- | -------- | -------------- |
| 2021  | Championnats d'Asie   | Bichkek     | 2e       | Moins de 73 kg |
| 2022  | Championnats d'Asie   | Nour‑Sultan | 3e       | Moins de 81 kg |
| 2023  | Jeux asiatiques       | Hangzhou    | 1er      | Moins de 81 kg |
| 2024  | Championnats d'Asie   | Hong Kong   | 3e       | Moins de 81 kg |
| 2024  | Championnats du monde | Abou Dabi   | 3e       | Moins de 81 kg |
| 2024  | Jeux olympiques       | Paris       | 3e       | Moins de 81 kg |

### Tournois Grand Chelem, Grand Prix et Masters
| Année | Compétition  | Lieu      | Résultat | Catégorie      |
| ----- | ------------ | --------- | -------- | -------------- |
| 2019  | Grand Chelem | Osaka     | 3e       | Moins de 73 kg |
| 2023  | Grand Chelem | Tachkent  | 3e       | Moins de 81 kg |
| 2023  | Grand Chelem | Douchanbé | 1er      | Moins de 81 kg |
| 2023  | Grand Chelem | Astana    | 1er      | Moins de 81 kg |